# Erzbistum Granada
Das Erzbistum Granada (lat.: Archidioecesis Granatensis, span.: Archidiócesis de Granada) ist eine Erzdiözese der römisch-katholischen Kirche mit Sitz in Granada in Spanien.

## Geschichte
Das Erzbistum Granada wurde bereits im 3. Jahrhundert als Bistum Granada gegründet. Am 10. Dezember 1492 erfolgte die Erhebung zu einem Erzbistum durch Papst Alexander VI.

## Weblinks

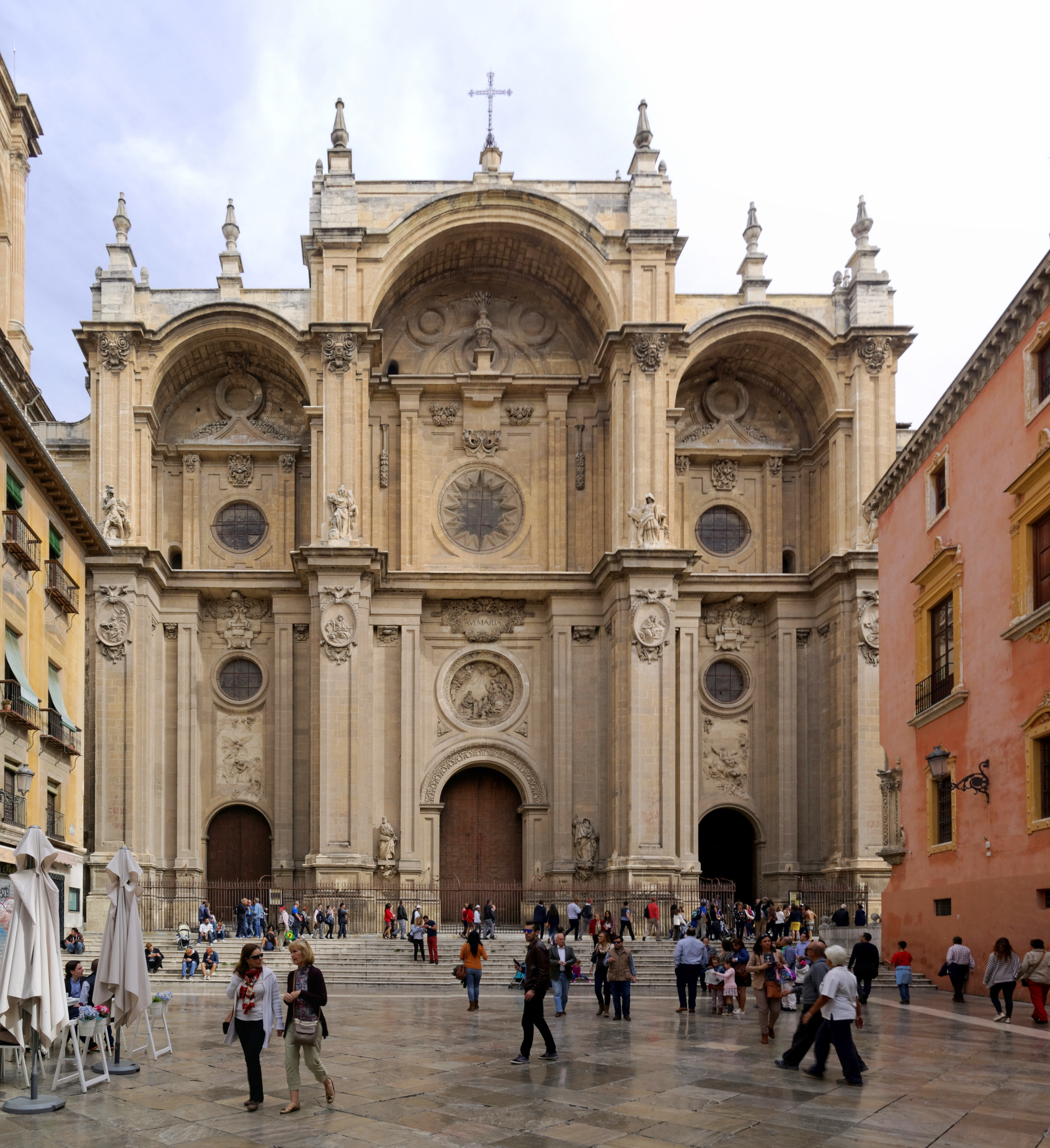
Kathedrale in Granada